# Takaaki Ishibashi
Takaaki Ishibashi (石橋 貴明, Ishibashi Takaaki, né le 22 octobre 1961 à Tokyo, Japon), souvent surnommé Taka-san, est un humoriste, chanteur, acteur, et présentateur d'émissions télévisées, célèbre dans son pays.

## Biographie
Il débute en 1980 en tant que membre du duo comique owarai Tunnels avec Noritake Kinashi, avec lequel il enregistre une vingtaine d'albums et une quarantaine de singles entre 1985 et 2001.
En tant qu'acteur, Takaaki Ishibashi a notamment tourné dans les suites du film américain Les Indians avec Charlie Sheen et Tom Berenger : Major League II en 1994, et Major League: Back to the Minors en 1998.
En 1997, il sort un single en duo avec Shizuka Kudō, sous le nom A.S.A.P., intitulé Little Kiss.
Il présente depuis 1996 la populaire émission TV Utaban, coanimée par Masahiro Nakai du groupe J-pop SMAP, et il figure régulièrement parmi les célébrités les mieux payées du Japon.